# Windows Odyssey
Odyssey — це кодове ім'я для версії операційної системи Microsoft Windows, яка знаходилася в розробці з початку 1999 року до початок 2000. 
Метою було розробити наступника для Windows 2000, який був би призначений для бізнес-користувачів. Той же код використовувався і при створенні Windows Neptune, «домашньої» версії Odyssey. Проте, після випуску Windows 2000, команди Neptune та Odyssey були об'єднані з командою Windows 2000 для роботи над проєктом «Whistler», який був випущений в кінці 2001 року як Windows XP.

## Розвиток
Розробка Odyssey почалася разом із Neptune для споживачів у 1999 році та базувалася на кодовій базі Windows 2000.  Особливостями, запланованими для Odyssey, були нові центри активності, а також новий інтерфейс користувача.   Номер версії Odyssey невідомий, деякі неперевірені джерела стверджують, що це NT 6.0 або NT 5.5. 
Через високі вимоги до апаратного забезпечення та оскільки Odyssey і Neptune базувалися на одній кодовій базі, Microsoft об’єднала їх у кодову назву Whistler для ефективності.  Корпорація Майкрософт ніколи не розкривала та не випускала збірок чи версій Odyssey, оскільки продукт ніколи не залишав стадію планування. 
У конфіденційних документах у справі Comes проти Microsoft зазначено, що Odyssey дійсно перебувала в стадії розробки. 